# Brachyrhopala mutabilis
Brachyrhopala mutabilis är en tvåvingeart som beskrevs av Clements 2000. Brachyrhopala mutabilis ingår i släktet Brachyrhopala och familjen rovflugor. Inga underarter finns listade i Catalogue of Life.